# Aichi B7A
Aichi B7A Ryūsei (jap. 愛知 B7A 流星 Aichi B7A "Meteor"; oznaczenie alianckie Grace) – pokładowy i lądowy samolot torpedowy i bombowiec nurkujący produkcji japońskiej z czasów II wojny światowej.

## Historia
W związku z konkursem rozpisanym przez lotnictwo morskie imperium japońskiego na bombowy samolot pokładowy mogący zastąpić starsze maszyny bombowo-torpedowe Nakajima B5N oraz bombowce nurkujące Yokosuka D4Y, zakłady Aichi Kokuki KK przedstawiły projekt AM-23.
Pierwszy samolot z dziewięciu serii przedprodukcyjnej oznaczony jako B7A1 został oblatany w maju 1942 roku, jednak na skutek problemów z konstrukcją jednostki napędowej, maszyna dopiero w kwietniu 1944 roku została skierowana do produkcji seryjnej. Model B7A2 posiadał bardzo dobre własności lotno–taktyczne, był łatwy w pilotażu, co w połączeniu z mocnym silnikiem czyniło samolot ten dobrą bronią przeciwko alianckim okrętom. Do końca wojny w dwóch fabrykach powstało zaledwie 105 samolotów serii B7A. Desygnowany do działań morskich samolot stacjonował w bazach na lądzie, ponieważ w owym czasie Japońska Cesarska Marynarka Wojenna nie posiadała sprawnych lotniskowców.

## Wersje
- AM-23 – projekt B7A
- B7A1 – dziewięć prototypów modelu
- B7A2 – samolot "właściwy" produkcji seryjnej (wyprodukowano 105 sztuk)
- B7A2 Eksperymentalny – jeden samolot wyposażony w silnik gwiazdowy Nakajima Homare 23 o mocy 1491 kW (2000 KM)
- B7A3 – projektowana wersja z silnikiem Mitsubishi MK9A (Ha-43) o mocy 1641 kW (2200 KM)